# Tweede Kamerverkiezingen in het kiesdistrict Zevenbergen (1848-1850)
Tweede Kamerverkiezingen in het kiesdistrict Zevenbergen (1848-1850) geeft een overzicht van verkiezingen voor de Nederlandse Tweede Kamer in het kiesdistrict Zevenbergen in de periode 1848-1850.
Het kiesdistrict Zevenbergen werd ingesteld na de grondwetsherziening van 1848.  Tot het kiesdistrict behoorden de volgende gemeenten: Dongen, Fijnaart en Heijningen, Geertruidenberg, 's-Gravenmoer, Hooge en Lage Zwaluwe, Klundert, Made en Drimmelen, Oosterhout, Oudenbosch, Raamsdonk, Standdaarbuiten, Terheijden, Willemstad en Zevenbergen.
Het kiesdistrict Zevenbergen vaardigde in dit tijdvak per zittingsperiode één lid af naar de Tweede Kamer. 
Legenda
- vet: gekozen als lid van de Tweede Kamer.

## 30 november 1848
De verkiezingen werden gehouden na ontbinding van de Tweede Kamer, na inwerkingtreding van de herziene grondwet.
|                         | 30 november |
| ----------------------- | ----------- |
| Kiesgerechtigden        | 1.144       |
| Opkomst                 | 907         |
| Geldige stemmen         | 906         |
| Blanco stemmen          | 0           |
| Kandidaten              |             |
| F.J. Jespers            | 589         |
| J.J. Loke               | 241         |
| G. Groen van Prinsterer | 42          |

## Opheffing
In 1850 werd het kiesdistrict Zevenbergen opgeheven. De tot het kiesdistrict behorende gemeenten werden ingedeeld bij de al bestaande kiesdistricten Breda (de gemeenten Fijnaart en Heijningen, Klundert, Oudenbosch, Standdaarbuiten en Willemstad) en Tilburg (de gemeenten Dongen, Geertruidenberg, 's-Gravenmoer, Hooge en Lage Zwaluwe, Made en Drimmelen, Oosterhout, Raamsdonk, Terheijden en Zevenbergen), die beide tegelijkertijd omgezet werden in een meervoudig kiesdistrict.